# Malonice (Kolinec)
Malonice jsou vesnice, část městyse Kolinec v okrese Klatovy v Plzeňském kraji. Nachází se asi 4,5 kilometru západně od Kolince. Prochází tudy železniční trať Horažďovice–Domažlice. Malonice jsou také název katastrálního území o rozloze 5,43 km².

## Historie
První písemná zmínka o vesnici pochází z roku 1360.

## Obyvatelstvo
| Rok            | 1869 | 1880 | 1890 | 1900 | 1910 | 1921 | 1930 | 1950 | 1961 | 1970 | 1980 | 1991 | 2001 | 2011 | 2021 |
| -------------- | ---- | ---- | ---- | ---- | ---- | ---- | ---- | ---- | ---- | ---- | ---- | ---- | ---- | ---- | ---- |
| Počet obyvatel | 377  | 341  | 307  | 332  | 358  | 349  | 306  | 203  | 199  | 179  | 165  | 171  | 148  | 130  | 124  |
| Počet domů     | 41   | 44   | 44   | 44   | 45   | 46   | 50   | 50   | 58   | 47   | 46   | 49   | 51   | 51   | 53   |

## Obecní správa
Při sčítání lidu v letech 1850–1980 Malonice byly samostatnou obcí, se kterým patřily nejprve do okresu Klatovy, ale v roce 1950 v okrese Sušice a od roku 1960 opět v okrese Klatovy. Od 1. ledna 1981 jsou částí městyse Kolinec v okrese Klatovy. V letech 1850–1949 a v letech 1961–1980 k obci patřil Tajanov, v letech 1961–1980 Jindřichovice, Sluhov a Střítež a od 1. ledna 1976 do 31. prosince 1980 také Javoří, Podolí a Tržek.

## Pamětihodnosti
- Malonická lípa a další památná lípa
- Původně renesanční zámeček
- Kaplička

## Galerie

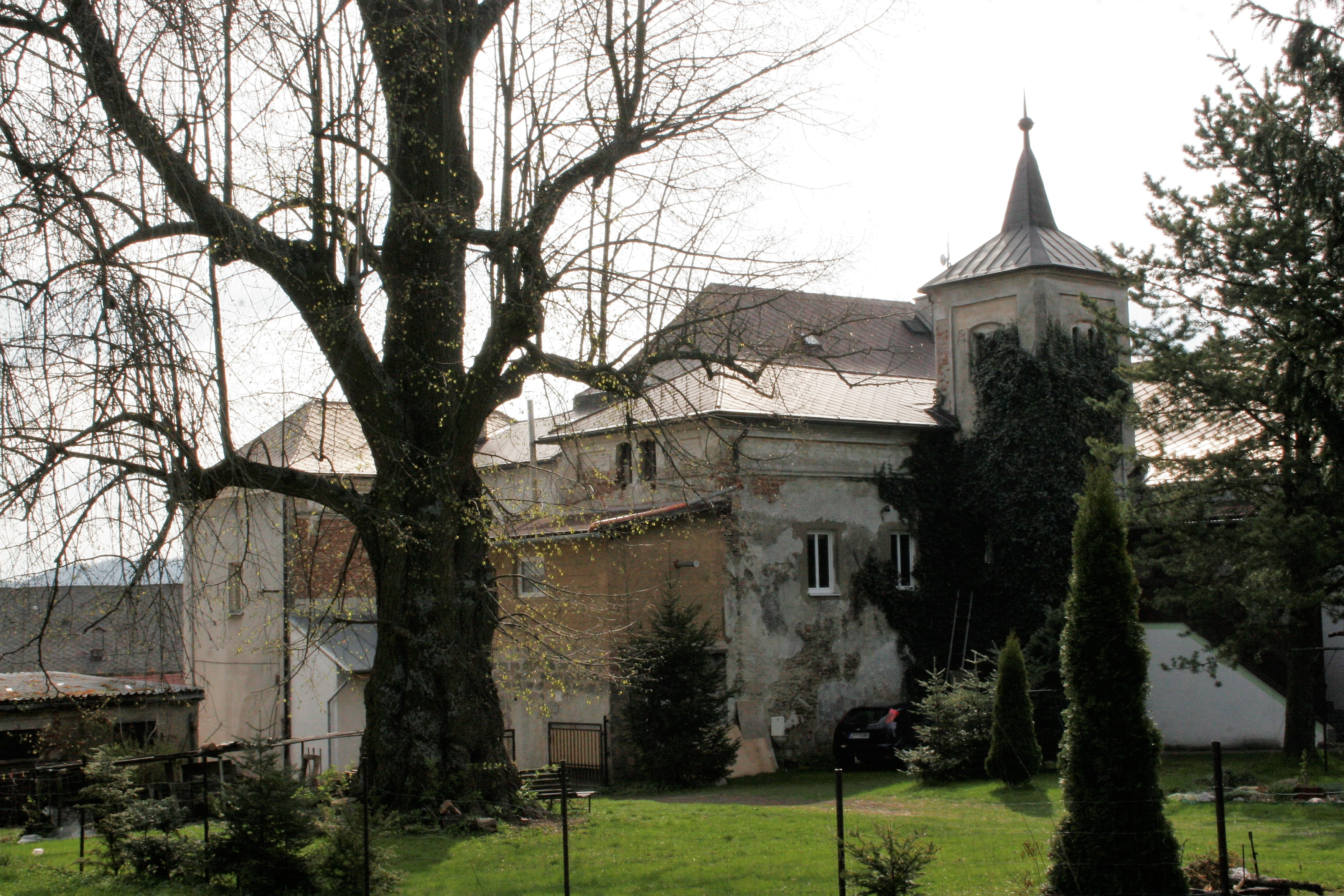
Bývalý zámek
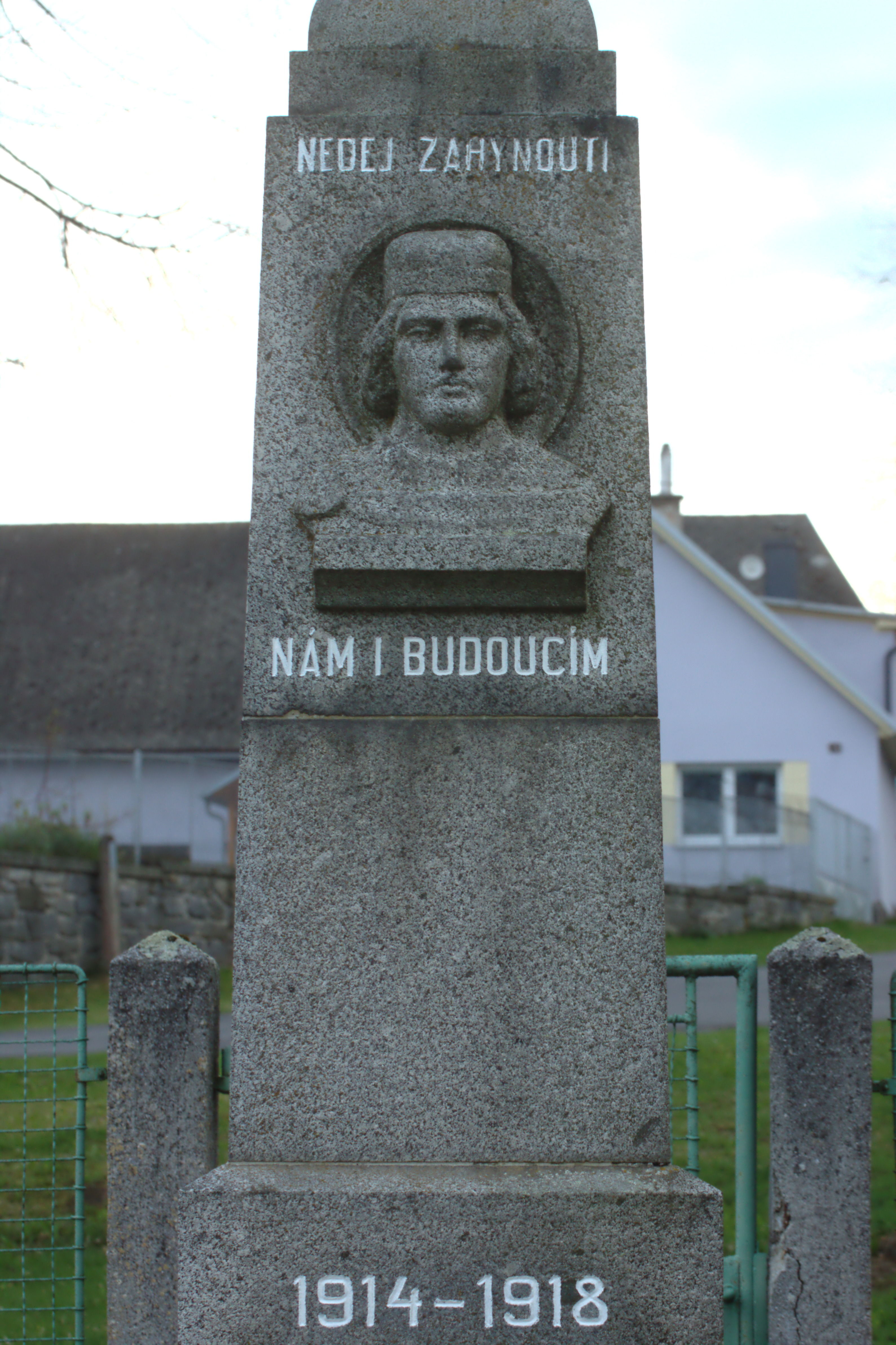
Památník 1. světové války
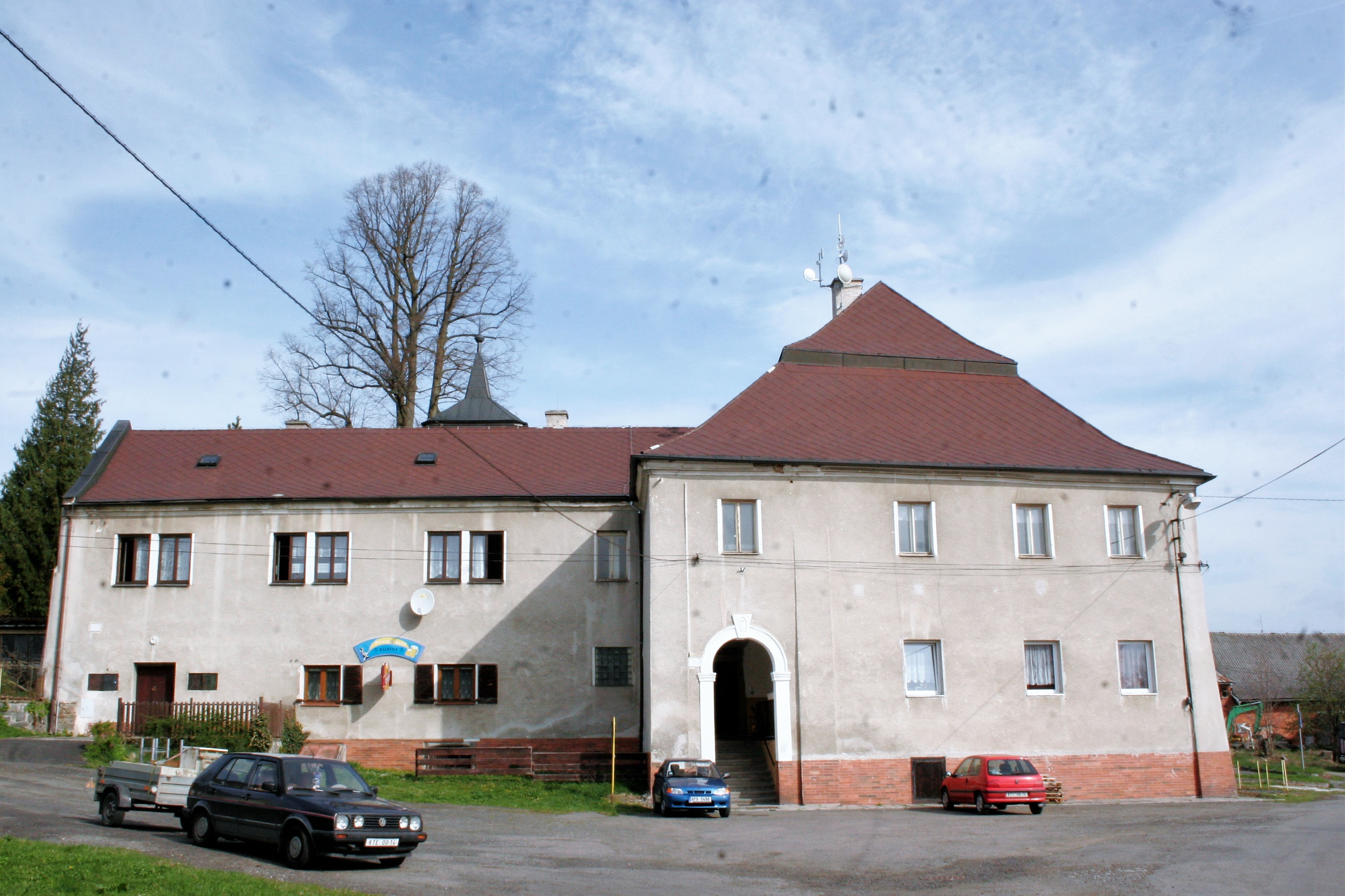
Bývalý zámek